# Combat de Nara
Guerre du Mali
Batailles
Le combat de Nara a lieu le 27 juin 2015 pendant la guerre du Mali. Il oppose l'armée malienne aux djihadistes d'Ansar Dine qui mènent une attaque contre la petite ville de Nara.

## Déroulement
Le matin du 27 juin 2015, des djihadistes attaquent Nara, une petite ville située près de la frontière mauritanienne, à quelques dizaines de kilomètres de la forêt de Wagadou, connue pour être un ancien repaire d'AQMI. 
Venus à bords de pick-up et de motos, les assaillants se divisent en deux groupes ; le premier attaque le camp militaire de l'armée malienne, situé à l'ouest, tandis que le deuxième prend le contrôle de la ville sans rencontrer de résistance. Ils auraient également été soutenus par des combattants infiltrés dans la ville quelques jours avant l'attaque. Les combats durent quatre heures mais les djihadistes sont finalement repoussés. Ils se seraient un temps retranchés dans le centre de santé et la mosquée avant de prendre la fuite,.
Le jour même, l'attaque est revendiquée par Ansar Dine,. Des militaires maliens accusent également les Peuls du Front de libération du Macina, une branche d'Ansar Dine active dans le centre du Mali,. L'attaque aurait été organisée par leur chef, Mahmoud Barry, dit Abou Yehiya. RFI, indique que selon des témoins, certains assaillants avaient la peau noire et d'autres la peau blanche.

## Pertes
Dans la soirée, le Ministre malien de la Défense et des Anciens Combattants déclare que le bilan est de neuf morts du côté des assaillants et de trois tués pour l'armée malienne,.
Le 5 juillet, Ansar Dine revendique une nouvelle fois l'attaque, il affirme qu'elle a été menée par la katiba « Macina » et reconnait avoir eu sept « martyrs ».
Dans son rapport de septembre 2015, l'ONU donne pour sa part un bilan de trois morts et cinq blessés pour l'armée malienne contre neuf tués du côté des assaillants.